# ウォント・バック・ダウン -ママたちの学校戦争-
『ウォント・バック・ダウン -ママたちの学校戦争-』（原題:Won't Back Down）は2012年にアメリカ合衆国で公開されたドラマ映画である。監督はダニエル・バーンズ、主演はマギー・ジレンホールとヴィオラ・デイヴィスが務めた。
本作は日本国内で劇場公開されなかったが、2016年8月25日にDVDが発売された。

## 概略
ジェイミーの娘が通う公立学校は教師と児童の学習意欲・態度が劣悪であることで知られていた。ジェイミーは識字障害を抱える娘に対して合理的配慮を怠ってきた教師に業を煮やし、校長に直訴したが、歯牙にもかけられなかった。「こんな学校に娘を通わせるわけにはいかない」と思ったジェイミーは娘を転校させようとしたが、くじの抽選で外れを引いてしまった。ジェイミーは同じく抽選で外れたノーナと知り合った。ノーナもまた障害を抱える娘を育てており、自身が教鞭を執る学校の現状に満足していないのだという。
そんな折、ペアレント・トリガー法が制定されたというニュースが飛び込んできた。ジェイミーとノーナはその法律を利用して学校改革に乗り出そうとするが、そのハードルは途方もなく高いものであった。ノーナは半ば諦めてしまったが、ジェイミーはたった一人で署名集めを開始した。ジェイミーの活動は徐々に支持を広げていったが、教職員組合の抵抗に阻まれることとなった。万策尽きたかと思われたジェイミーだったが、ここに至りノーナが立ち上がる決断を下した。

## キャスト
- マギー・ジレンホール - ジェイミー・フィッツパトリック
- ヴィオラ・デイヴィス - ノーナ・アルバーツ
- ホリー・ハンター - エヴリン・リスク
- オスカー・アイザック - マイケル・ペリー
- ロージー・ペレス - ブリーナ・ハーパー
- ヴィング・レイムス - トンプソン
- ランス・レディック - チャールズ・アルバーツ
- マリアンヌ・ジャン＝バプティスト - オリヴィア・ロペス
- ビル・ナン - ホランド校長
- エミリー・アリン・リンド - マリア・フィッツパトリック
- ダンテ・ブラウン - コディ・アルバーツ
- ライザ・コロン＝ザヤス - イヴォンヌ
- ネッド・アイゼンバーグ - アーサー・グールド

## 製作・マーケティング
2010年。ロサンゼルスの学校で、保護者たちがペアレント・トリガー法に基づき公立学校をチャーター・スクール化するための運動を開始した。彼/彼女らは一時半数を超える署名を集めたが、後に親たちの一部が署名を撤回したために運動の目的は達成されなかった。本作はその一件に触発されて生み出された作品である。
2011年5月10日、マギー・ジレンホールとヴィオラ・デイヴィスがキャスト入りした。
2012年5月12日、本作の予告編が公開された。本作の公開に際して、ペアレント・トリガー法の制定を推進する団体が200万ドル強を投じて本作の広告宣伝を行った。

## 興行収入
本作は『モンスター・ホテル』や『LOOPER/ルーパー』と同じ週に封切られ、公開初週末に760万ドル前後を稼ぎ出すと予想されたが、実際の数字はそれを下回るものとなった。2012年9月28日、本作は全米2515館で公開され、公開初週末に260万ドルを稼ぎ出し、週末興行収入ランキング初登場10位となった。この数字は2500館以上の規模で公開された作品の初動成績としては過去最低のものであった。なお、このワースト記録は2015年11月25日に全米公開された『ヴィクター・フランケンシュタイン』によって更新された。

## 評価
本作に対する批評家からの評価は伸び悩んでいる。映画批評集積サイトのRotten Tomatoesには103件のレビューがあり、批評家支持率は33%、平均点は10点満点で5点となっている。サイト側による批評家の見解の要約は「才能ある主演2人の最善の努力にも拘わらず、『ウォント・バック・ダウン -ママたちの学校戦争-』は教育改革という重大な問題に効果的なドラマ性や洗練を加えることができなかった。」となっている。また、Metacriticには34件のレビューがあり、加重平均値は42/100となっている。
前述のように、本作はペアレント・トリガー法の制定を推進する団体が大々的にバックアップしたが、批評家の中にはそのことを批判する者がいた。